# Metrarabdotos cookae
Metrarabdotos cookae is een mosdiertjessoort uit de familie van de Metrarabdotosidae. De wetenschappelijke naam van de soort is voor het eerst geldig gepubliceerd in 1968 door Cheetham.